# Darryl Hickman
Darryl Hickman (* 28. Juli 1931 in Los Angeles, Kalifornien; † 22. Mai 2024 in Montecito, Kalifornien) war ein US-amerikanischer Schauspieler, Schauspiellehrer, Drehbuchautor und Fernsehproduzent.

## Leben und Karriere
Geboren in Los Angeles, spielte Darryl Hickman seit dem frühen Kindesalter in Filmen wie etwa Der Gefangene von Zenda (1937) neben Ronald Colman und Madeleine Carroll. Nach einigen kleineren Rollen erhielt Darryl 1939 seinen ersten substanzielleren Part in Roy Del Ruths Musikkomödie The Star Maker an der Seite von Bing Crosby. Im folgenden Jahr trat er als jüngerer Bruder von Henry Fondas Hauptfigur Tom Joad in John Fords Filmklassiker Früchte des Zorns, nach dem gleichnamigen Roman von John Steinbeck, auf. In den 1940er-Jahren hatte Hickman zahlreiche Nebenrollen in hochkarätigen Filmen, unter anderem mit Mickey Rooney in Das sind Kerle (1941) sowie Und das Leben geht weiter (1943). Im Film noir Todsünde verkörperte Hickman 1945 einen gehbehinderten Jungen, den die von Gene Tierney gespielte Femme fatale in einer berühmt gewordenen Szene kaltblütig im See ertrinken lässt.
Hickman schaffte den Sprung zum Jugenddarsteller Ende der 1940er-Jahre mit Filmen wie Ring frei für Stoker Thompson. Auch im Radio war er regelmäßig zu hören, darunter in einer wiederkehrenden Rolle in der populären Reihe Meet Corliss Archer. Anfang der 1950er-Jahre trat er für kurze Zeit einem Kloster bei und war außerdem im Koreakrieg im Einsatz, setzte seine Schauspielkarriere aber dennoch fort. Er spielte unter anderem Gastrollen in zahlreichen Fernsehserien und war in Filmen wie Schrei, wenn der Tingler kommt und Anders als die anderen zu sehen. Als die Filmangebote nachließen, verlegte Hickman sich Anfang der 1960er-Jahre auf die Arbeit hinter der Kamera. Er arbeitete als Fernsehproduzent für CBS und war dort zeitweise Leiter für das Tagesprogramm.
Bis Ende der 1990er-Jahre übernahm Hickman gelegentlich Nebenrollen in Film- und Fernsehproduktionen, etwa in Sidney Lumets oscarprämiertem Klassiker Network oder zuletzt als viermaliger Gastdarsteller in der Sitcom Die Nanny. Als Schauspiellehrer unterrichtete er in New York, unter anderem am Actors Studio, und in Hollywood. 2007 veröffentlichte er das Buch The Unconscious Actor, Out of Control, In Full Command, in dem er seine Vorstellungen von überzeugender Schauspielerei erläutert. Hickman trat bis ins hohe Alter als Gast und Zeitzeuge des klassischen Hollywood-Kinos in Dokumentarfilmen oder bei Filmfestivals auf.

## Privatleben
Auch sein drei Jahre jüngerer Bruder Dwayne Hickman kam bereits als Kind zum Film; sie traten gemeinsam in zwei Filmen auf. Von 1959 bis zur Scheidung 1982 war er mit Pamela Lincoln verheiratet; sie hatten ein Kind. In zweiter Ehe war er mit der Schauspielerin Lynda Farmer Hickman verheiratet. Zuletzt lebte Darryl Hickman in Montecito und gab der dortigen Lokalzeitung 2021 ein Interview über sein Leben und sein Hobby, die Malerei. Er starb im Mai 2024 im Alter von 92 Jahren.

## Filmografie (Auswahl)
- 1936: Three Cheers for Love
- 1937: Der Gefangene von Zenda (The Prisoner of Zenda)
- 1938: Wenn ich König wär (If I Were King)
- 1939: The Star Maker
- 1940: Früchte des Zorns (The Grapes of Wrath)
- 1940: Mystery Sea Raider
- 1940: Young People
- 1941: Das sind Kerle (Men of Boys Town)
- 1942: Die ganze Wahrheit (Keeper of the Flame)
- 1943: Und das Leben geht weiter (The Human Comedy)
- 1944: Meet Me in St. Louis
- 1944: Der Morgen gehört uns (And Now Tomorrow)
- 1945: Gauner und Gangster (Salty O’Rourke)
- 1945: Die tollkühnen Abenteuer des Captain Eddie (Captain Eddie)
- 1945: Rhapsodie in Blau (Rhapsody in Blue)
- 1945: Küsse und verschweig mir nichts! (Kiss and Tell)
- 1945: Todsünde (Leave Her to Heaven)
- 1946: In Ketten um Kap Horn (Two Years Before the Mast)
- 1946: Die seltsame Liebe der Martha Ivers (The Strange Love of Martha Ivers)
- 1947: Dangerous Years
- 1947: Black Gold
- 1949: Der Agent aus der Hölle (Alias Nick Beal)
- 1949: Ring frei für Stoker Thompson (The Set-Up)
- 1949: Hoher Einsatz (Any Number Can Play)
- 1949: Ein Kuß für Corliss (A Kiss for Corliss)
- 1950: Wilde Jahre in Lawrenceville (The Happy Years)
- 1951: Lightning Strikes Twice
- 1951: U-Kreuzer Tigerhai (Submarine Command)
- 1951/1953: The Lone Ranger (Fernsehserie, 2 Folgen)
- 1953: Durch die gelbe Hölle (Destination Gobi)
- 1953: Das letzte Signal (Island in the Sky)
- 1954: Karawane westwärts (Southwest Passage)
- 1955: Ein Mann liebt gefährlich (Many Rivers to Cross)
- 1956: Anders als die anderen (Tea and Sympathy)
- 1957: Perry Mason (Fernsehserie, Folge 1x02)
- 1957: Alfred Hitchcock präsentiert (Alfred Hitchcock Presents, Fernsehserie, Folge 3x04)
- 1959: Schrei, wenn der Tingler kommt (The Tingler)
- 1959: Rauchende Colts (Gunsmoke, Fernsehserie, 2 Folgen)
- 1959/1962: Die Unbestechlichen (The Untouchables, Fernsehserie, 2 Folgen)
- 1960: Kein Fall für FBI (The Detectives, Fernsehserie, Folge 1x31)
- 1961: The Americans (Fernsehserie, 13 Folgen)
- 1961/1962: Tausend Meilen Staub (Rawhide, Fernsehserie, 2 Folgen)
- 1965: Dr. Kildare (Fernsehserie, Folge 4x29)
- 1976: Network
- 1977: Maude (Fernsehserie, Folge 6x02)
- 1978: All in the Family (Fernsehserie, Folge 8x15)
- 1981: Kein Mord von der Stange (Looker)
- 1981: Space Ghost und der Dschungelplanet (Space Stars, Fernsehserie, 11 Folgen, Sprechrolle)
- 1981: Sharky und seine Profis (Sharky’s Machine)
- 1983: High School U.S.A. (Fernsehfilm)
- 1983: Computer Kids (Whiz Kids, Fernsehserie, Folge 1x05)
- 1983: The Biskitts (Fernsehserie, 13 Folgen, Sprechrolle)
- 1984: Die Gobots (Challenge of the GoBots, Fernsehserie)
- 1985–1992: Abenteuer aus der Bibel (Stories from the Bible, Fernsehserie, 6 Folgen, Sprechrolle)
- 1987: Die Schöne und das Biest (Beauty and the Beast, Fernsehserie, Folge 1x07)
- 1988: Superman (Fernsehserie, Folge 1x13, Sprechrolle)
- 1991: Alptraum (Aftermath: A Test of Love, Fernsehfilm)
- 1996: Baywatch – Die Rettungsschwimmer von Malibu (Baywatch, Fernsehserie, Folge 6x18)
- 1997–1999: Die Nanny (The Nanny, Fernsehserie, 4 Folgen)